# Freezer Burn (film)
Freezer Burn è un film del 2007 diretto da Charles Hood. Il film è uscito il 1º febbraio 2007 nei cinema e il 26 maggio 2009 in DVD. Tra il 2008 e il 2009 è stato presentato a numerosi festival negli Stati Uniti.

## Trama
Virgil è uno scienziato trentenne che sta sviluppando una tecnologia per preservare permanentemente gli organi umani destinati al trapianto: a causa del suo lavoro, però, il suo matrimonio sta andando in crisi. L'unica distrazione di Virgil è Emma, una studentessa quattordicenne della classe di arte dove insegna la moglie dell'uomo, per la quale Virgil prova una forte attrazione. Per poter stare con la ragazza, Virgil decide d'ibernarsi per quindici anni, ma si sveglia con quattro anni d'anticipo.

## Riconoscimenti
- 2008 - Park City Film Music Festival
  - Silver Medal for Excellence - Audience Favorite
- 2008 - Flint Film Festival
  - Best Feature Film
- 2008 - Wild Rose Independent Film Festival
  - Certificate of Distinctive Achievement - Makeup
  - Certificate of Distinctive Achievement - Production Design
- 2009 - Kent Film Festival
  - Best Screenplay